# Servon (Manica)
Servon è un comune francese di 265 abitanti situato nel dipartimento della Manica nella regione della Normandia.

## Società

### Evoluzione demografica
Abitanti censiti